# Janis Rozentāls
Janis Rozentāls (18. marts 1866 i Saldus pagasts i Guvernement Kurland –  26. december 1916 i Helsinki i Finland) var en lettisk maler.
Rozentāls fik sin grunduddannelse ved H. Krauses grundskole i Saldus samt distriktsskolen i Kuldīga. I en alder af femten drog han til Riga og prøvede konsekvent at realisere sin drøm om kunst, senere optoges han ved Sankt Petersborg Kunstakademi. Under studietidens ferier besøgte han sit fædrene land for at slappe af fra den hektiske storbyrytme, og male motiver af naturen og bestilte portrætter. Som forberedelse til sit diplom, benyttede han unge veluddannede letter samt lokale bønder som motiver. Senere valgte han at bosætte sig i Saldus, hvor han ønskede at leve blandt sit folk og skabe kunst, der svarede til dets ambitioner og følelser. I foråret 1899  købte Rozentāls en byggegrund på Striķu iela og grundlagde et atelier, men hans intentioner blev ikke vel modtaget i provinsbyen, og han flyttede til Riga to år senere. Bygningen i Saldus er i dag indrettet som museum over Rozentāls' liv og karriere.
Et skæbnesvangert skift i Rozentāls liv forekom i november 1902, da han lærte den finske sangerinde Elli Forsell (1871–1943) at kende i Riga. De giftede sig den 20. februar 1903, og flyttede ind i en atelier-lejlighed i den fashionable gade Alberta iela. De fik tre børn sammen – Laila, Irja og Miķelis. 1. verdenskrig afbrød familiens liv i Riga, da de i 1915 flyttede til Finland. Rozentāls døde pludseligt anden juledag 1916 og blev begravet i Helsinki. Rozentāls blev senere genbegravet i sit hjemland.